# FC Crotone
Az FC Crotone egy olasz csapat Crotoneból. A klubot 1910-ben alapították. A csapat stadionja a Stadio Ezio Scida, amely 9631 fő befogadására alkalmas.  A klub székhelye Krotón, ami az első görög gyarmatok egyik volt. A Crotone szurkolói és az ott élő lakosok is büszkén vallják a város görög múltját. A klub transzparenseikkel és szlogenjeikkel tiszteleg a település történelme előtt. 
A klub az első világháború előtt a Prima Division(akkori Serie C)-ban szerepelt amatőr gárdaként.
Az 1. Világháború után Unione Sportiva Crotone nevű csapat váltotta az előző klubot. 
1963-ban kiesett a Serie D-be a Crotone együttese,de a következő szezonban már ismét a 3. osztályt erősítette. 14 év után elhibázta a klub történetének legnagyobb lehetőségét az egyesület,amikor 3. pozícióban zárt a Bari és a Paganese mögött. A következő évben a szövetség átszervezte a liga eloszlását. Ebből kifolyólag a Crotone a Serie C2-be került,a következő évben pedig csődöt mondtak. 
Az új klub Associazione Sportiva Crotone néven kezdte újra történetét az akkori 8. osztályban. 1984-85ös szezonra visszakerültek a Serie C2-be. A bennmaradását nem tudta megőrizni,de a következő szezonban ismét a Serie C2-be kvalifikálta magát a calabriai együttes. Serie C2-ben 1991-ig lepett pályára a gárda. 
A második csőd vezetett a F.C Crotone Calcio megalapításához. Raffaele Vrenna elnökkel a 7. osztályban kezdte meg menetelését a Crotone. A klub első Serie B-s mérkőzésére az ezredfordulóig kellett várnia a Pitagorici becenéven futó klub szurkolóinak. 2 szezonnal később kiesett a klub a második osztályból,de következő szezonban ismét a Serie B tabelláján lehetett látni a Crotone együttesét. 2006-7-es szezonig a második divízióban futballozott az együttes. A rájátszásban megnyerte a második osztályba kerülésért folytatott harcot a Taranto ellen,így ismét a Serie B-ben játszott a Crotone.
A klub történetének legsikeresebb éve a 2015-16-os szezonra tudható be,amikor története során először jutott fel a legrangosabb olasz ligába,a Serie A-ba. A kitűzött célt,a bennmaradást teljesítette Davide Nicola szakvezető,de az állását így sem tarthatta meg. A következő szezonban már nem tudott a kiesés ellen elmenekülni Walter Zenga együttese,így visszakerült a második divízióba a Crotone gárdája. 2 szezon elteltével ismét a Serie A felé vette az irányt a csapat,de 4 fordulóval a 2020-21-es szezon vége előtt biztosra vehető az,hogy a következő évben ismét Serie B-ben indul a dél-olasz együttes.

## Fordítás
- Ez a szócikk részben vagy egészben  a   F.C. Crotone című angol Wikipédia-szócikk fordításán alapul.  Az eredeti cikk szerkesztőit annak laptörténete sorolja fel. Ez a jelzés csupán a megfogalmazás eredetét és a szerzői jogokat jelzi, nem szolgál a cikkben szereplő információk forrásmegjelöléseként.

## Jelenlegi keret
2016. január 5-i szerint
| #  |     | Poszt | Név                                         |
| -- | --- | ----- | ------------------------------------------- |
| 1  | ITA | K     | Alex Cordaz                                 |
| 3  | BRA | V     | Claiton                                     |
| 5  | ITA | K     | Marco Festa                                 |
| 6  | SWE | KP    | Marcus Rohdén                               |
| 7  | ITA | CS    | Raffaele Palladino                          |
| 8  | ITA | KP    | Lorenzo Crisetig (kölcsönben a Bolognától)  |
| 9  | ITA | CS    | Andrea Nalini                               |
| 10 | ITA | KP    | Pietro De Giorgio                           |
| 11 | ITA | CS    | Diego Falcinelli (kölcsönben a Sassuolotól) |
| 12 | ROU | KP    | Adrian Stoian                               |
| 13 | ITA | V     | Gian Marco Ferrari                          |
| 14 | FRA | KP    | Eddy Gnahoré (kölcsönben a Napolitól)       |
| 17 | ITA | V     | Federico Ceccherini                         |
| 18 | ITA | KP    | Andrea Barberis                             |
| 20 | ITA | KP    | Aniello Salzano                             |

| #  |     | Poszt | Név                                        |
| -- | --- | ----- | ------------------------------------------ |
| 21 | ALG | V     | Djamel Mesbah                              |
| 22 | ITA | V     | Aleandro Rosi                              |
| 23 | BEL | V     | Noë Dussenne                               |
| 24 | BUL | CS    | Aleksandar Tonev                           |
| 28 | ITA | KP    | Leonardo Capezzi                           |
| 29 | ITA | CS    | Marcello Trotta (kölcsönben a Sassuolotól) |
| 30 | ITA | V     | Luca Bruno                                 |
| 31 | ITA | V     | Mario Sampirisi                            |
| 33 | ITA | K     | Aniello Viscovo                            |
| 77 | ITA | KP    | Nicolò Fazzi                               |
| 87 | ITA | V     | Bruno Martella                             |
| 88 | ITA | KP    | Andrea Mazzarani                           |
| 93 | ITA | V     | Giuseppe Zampano                           |
| 98 | ITA | V     | Manuel Nicoletti                           |
| 99 | NGA | CS    | Simy                                       |

## Ismertebb játékosok
- Federico Bernardeschi
- Alessandro Florenzi
- Antonio Mirante
- Angelo Ogbonna
- Graziano Pellè
- Arlind Ajeti
- Maxi López
- Ante Budimir

## Edzők
- Antonio Bacchetti (1954–55)
- Bruno Giordano (1996–97)
- Antonello Cuccureddu (1999–01)
- Giuseppe Papadopulo (2000–01)
- Antonio Cabrini (2001)
- Stefano Cuoghi (2001–02)
- Franco Selvaggi (2002)
- Gian Piero Gasperini (2003–06)
- Andrea Agostinelli (2004–05)
- Elio Gustinetti (2006–07)
- Guido Carboni (2007)
- Francesco Moriero (2008–09)
- Franco Lerda (2009–10)
- Leonardo Menichini (2010)
- Eugenio Corini (2010–11)
- Leonardo Menichini (2010–12)
- Massimo Drago (2012–15)
- Ivan Jurić (2015–2016)
- Davide Nicola (2016–2017)
- Walter Zenga (2017–)